# Isabel le Despenser (Adlige, um 1313)
Isabel le Despenser (auch Isabel FitzAlan, Countess of Arundel; * um 1313; † 1375) war eine englische Adlige.

## Herkunft und Heirat
Isabel le Despenser war eine Tochter von Hugh le Despenser und von Eleanor de Clare. Ihr Vater war ein Günstling von König Eduard II. Sie wurde am 9. Februar 1321 mit Richard FitzAlan, dem ältesten Sohn von Edmund FitzAlan, 9. Earl of Arundel und von Alice de Warenne verheiratet. Im Herbst 1326 wurde der unbeliebte König Eduard II. durch Königin Isabelle und Roger Mortimer gestürzt, Isabels Vater wurde im November 1326 hingerichtet. Auch der Earl of Arundel wurde als Unterstützer des Königs zum Verräter erklärt und hingerichtet. Sein Besitz fiel an die Krone, der Titel wurde für verwirkt erklärt.

## Trennung von ihrem Ehemann
Erst nach dem Sturz von Königin Isabel und Roger Mortimer wurde der Titel Earl of Arundel wiederhergestellt und 1331 an Isabels Ehemann Richard Fitzalan verliehen. Da Fitzalans Ehe mit der Tochter des als Hochverräter hingerichteten Despenser politisch wertlos geworden war, wollte er sich aber von Isabel trennen. Unter dem Vorwand, er und Isabel seien als Kinder gegen ihren Willen verheiratet worden, versuchte er, die Ehe annullieren zu lassen. Obwohl er mit Isabel mindestens drei Kinder hatte, wurde die Ehe schließlich mit päpstlichen Dispens am 4. Dezember 1344 aufgehoben. Mit der Annullierung der Ehe verloren die gemeinsamen Kinder ihr Erbrecht. Isabel erhielt von ihrem Mann zur Versorgung sechs Güter zur lebenslangen Nutzung. Bis zu ihrem Tod lebte sie zurückgezogen. Ihr Exmann heiratete dagegen bereits im Februar 1345 Eleanor, eine Tochter von Henry of Lancaster und Witwe von John de Beaumont, 2. Baron Beaumont.

## Nachkommen
Aus ihrer Ehe hatte Isabel mindestens einen Sohn und zwei Töchter:
- Sir Edmund FitzAlan (um 1327–nach 1377) ⚭ Sibyl de Montagu
- Lady Philippa FitzAlan ⚭ Sir Richard Sergeaux († 1393)
- Lady Mary FitzAlan († 1396) ⚭ John Lestrange, 4. Baron Strange of Blackmere († 1361)